# Cristian Gasperoni
Cristian Gasperoni (né le 15 octobre 1970 à Lugo, dans la province de Ravenne, en Émilie-Romagne) est un ancien coureur cycliste italien, professionnel de 1996 à 2007.

## Palmarès
- 1992
  - 3e de la Coppa della Pace
- 1995
  - Gran Premio Montanino
  - 3e de la Coppa della Pace
- 1996
  - 3e étape du Tour de Suisse
- 1998
  - Tour de l'Ain :
    - Classement général
    - 2e étape

  - Grand Prix Winterthur
- 1999
  - Tour des Abruzzes :
    - Classement général
    - 1re étape

  - 7e étape du Tour d'Argentine
- 2000
  - 2e du Tour de la province de Lucques
- 2002
  - 3e du Tour du Latium
  - 3e du Grand Prix de Chiasso
- 2006
  - 3e de la Course de la Paix

## Résultats sur les grands tours

### Tour d'Italie
- 1996 : 60e
- 1997 : abandon (19e étape)
- 1999 : 35e
- 2000 : 83e
- 2002 : 131e
- 2003 : 45e
- 2004 : abandon (2e étape)

## Classements mondiaux
| Année           | 2005 |
| --------------- | ---- |
| UCI Europe Tour | 570e |